# Кер-де-ла-Валле
Кер-де-ла-Валле (фр. Cœur-de-la-Vallée) — муніципалітет у Франції, у регіоні Гранд-Ест, департамент Марна. Кер-де-ла-Валле утворено 1-1-2023 шляхом злиття муніципалітетів Бенсон-ет-Оркіньї, Рей i Віллер-су-Шатійон. Адміністративним центром муніципалітету є Рей. Населення — 648 осіб (01.01.2021).